# Ronda Litoral

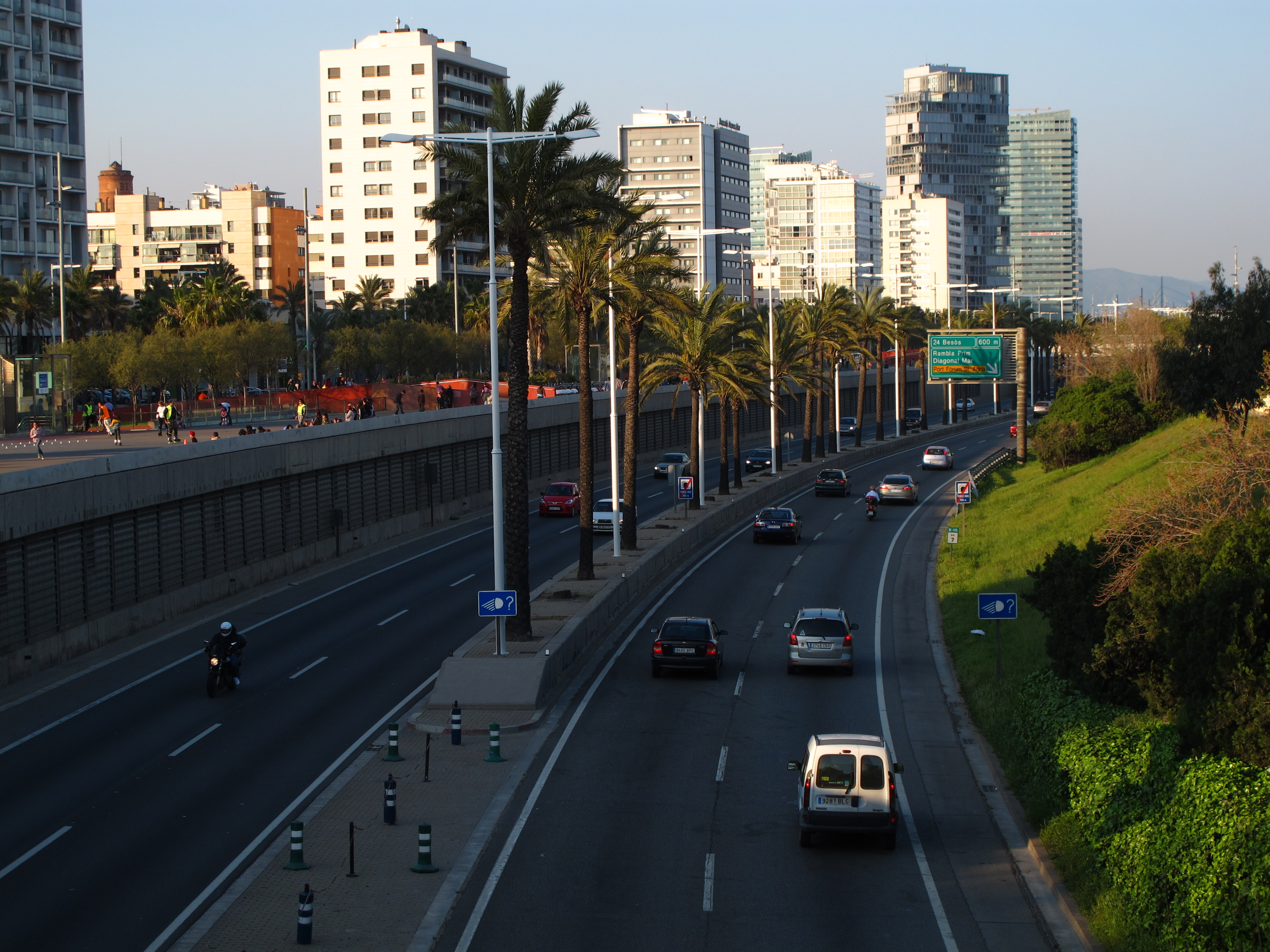
Ronda Litoral a la altura del parque de los Auditorios.

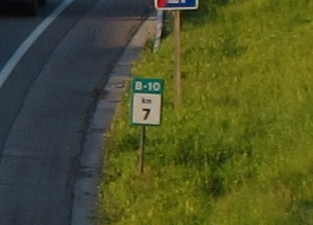
Fragmento de la anterior fotografía, indicador del kilómetro 7

La Ronda Litoral (circunvalación costera), identificada también como B-10, es una vía de circunvalación de la ciudad de Barcelona, España, que transcurre entre el Nudo del Llobregat y el Nudo de la Trinidad, recorriendo el sur de la ciudad condal. Junto con la B-20 (Ronda de Dalt) forman Las Rondas, el cinturón viario de alta capacidad de la ciudad de Barcelona. De la salida 13 a la 16 pertenece a la E-90.
Sus enlaces numerados del 16 al 30 (del 1 al 15 pertenecen a la B-20).

## Titularidad de la vía
La Ronda Litorial está gestionada, según el tramo, por la Área metropolitana de Barcelona (AMB) y el Ministerio de Transportes, Movilidad y Agenda Urbana (MITMA):
| Identificador | Administrador                                    | Tramo                                       | Kilómetros |
| ------------- | ------------------------------------------------ | ------------------------------------------- | ---------- |
| B-10          | Área metropolitana de Barcelona                  | Nudo de la Trinitat B-20 C-58 - Zona Franca | 0 - 12,5   |
| E-90 B-10     | Ministerio de Transportes y Movilidad Sostenible | Zona Franca - B-20                          | 12,5 - 20  |

## Tramos
| Denominación | Tramo                                                         | km  | Año servicio |
| ------------ | ------------------------------------------------------------- | --- | --- |
| E-90 B-10    | Nudo del Llobregat C-31 - Zona Franca                         | 3,7 | 2 carriles por sentido: 1983 3 carriles por sentido: 2002 4 carriles por sentido: En redacción de proyecto (pendiente licitación de obras) |
| E-90 B-10    | Zona Franca - Morrot                                          | 2,8 | 1981 |
| B-10         | Morrot - Calle de la Mediterrània                             | 2,1 | 1991 |
| B-10         | Calle de la Mediterrània - Calle de la Jonquera               | 2,5 | 1990 |
| B-10         | Calle de la Jonquera - Calle de Josep Pla                     | 1,9 | 1990 |
| B-10         | Calle de Josep Pla - Nudo de Badalona C-31                    | 2,5 | 1991 |
| B-10         | Nudo de Badalona C-31 - Nudo de La Trinidad Ronda de Dalt     | 3   | 1992 |
| B-10         | Nudo de La Trinidad Ronda de Dalt - Avenida de Meridiana C-58 | 1,6 | Sentido Norte: 1992 Sentido Sur: 1992 |

## Recorrido
Sentido Norte (Besòs)
| Número de Salida         | Nombre de Salida                                                               | Carretera que enlaza y/u observaciones |
| ------------------------ | ------------------------------------------------------------------------------ | -------------------------------------- |
| B-10                     | Inicio de la Ronda Litoral                                                     | B-10                                   |
| 18 A                     | Zona Franca - Mercabarna - Z A L                                               |                                        |
| 18 B                     | Zona Franca - Carrer 3                                                         |                                        |
| 19                       | Zona Franca - Port - Passeig de Zona Franca - Fira                             |                                        |
| 20                       | Montjuïc - Anella olimpica/Anillo olímpico                                     |                                        |
| 21 Ciutat Vella          | Paral·lel/La Rambla - Montjuïc - Port Vell                                     |                                        |
|                          | Túneles de Colom - Moll Fusta - Pla Palau                                      |                                        |
|                          | Túneles de Colom - Moll Fusta - Pla Palau                                      |                                        |
| 22 Barceloneta           | Marina - Port Olímpic - Hospital del Mar - Parc de Mar                         |                                        |
|                          | Túnel de la Vila Olímpica                                                      |                                        |
|                          | Túnel de la Vila Olímpica                                                      |                                        |
| 23 Poblenou              | Bac de Roda                                                                    |                                        |
|                          | Túnel del Poblenou                                                             |                                        |
|                          | Túnel del Poblenou                                                             |                                        |
| 24 Besòs                 | Rambla Prim - Diagonal Mar - Centre de convecions CCIB - Port Fòrum Sant Àdria |                                        |
|                          |                                                                                |                                        |
|                          |                                                                                |                                        |
| 25 Port Fòrum Sant Àdria | Eduard Maristany                                                               |                                        |
| 26 Sant Àdria            | Cristòfol de Moura - Guipúzcoa                                                 |                                        |
| 27 Badalona              | Mataró C-31 - Montgat N-II                                                     | C-31 N-II                              |
|                          |                                                                                |                                        |
|                          |                                                                                |                                        |
| 30 Bon Pastor            | Santa Coloma - Potosí                                                          |                                        |
|                          | B-20 Montgat - Santa Coloma/Badalona - C-32 N-II Mataró                        | B-20 C-32 N-II                         |
|                          |                                                                                |                                        |
|                          | Lleida A-2 - Tarragona A-7 - Ronda de Dalt B-20 - Vall d´Hebron - Sarrià       | A-2 A-7 B-20                           |
|                          | Girona AP-7 - Terrassa - Manresa C-58                                          | AP-7 C-58                              |

Sentido Sur (Llobregat)
| Número de Salida | Nombre de Salida                                                              | Carretera que enlaza y/u observaciones |
| ---------------- | ----------------------------------------------------------------------------- | -------------------------------------- |
| B-10             | Inicio de la Ronda Litoral                                                    | B-10                                   |
| 30 Bon Pastor    | Santa Coloma - Potosí                                                         |                                        |
| 29 Verneda       | Sant Adrià de Besòs - Guipúzcoa                                               |                                        |
| 28 Gran Via      | Pl. Glòries                                                                   |                                        |
| 27 Badalona      | Mataró C-31 - Montgat N-II                                                    | C-31 N-II                              |
| 26/25 Sant Adrià | Port Fòrum Sant Adrià - La Mina - Llull                                       |                                        |
| 24 Diagonal Mar  | Rambla Prim                                                                   |                                        |
|                  |                                                                               |                                        |
|                  |                                                                               |                                        |
|                  | Túnel del Poblenou                                                            |                                        |
| 23 Poblenou      | Marina - Port Olímpic - Parc de Mar                                           |                                        |
|                  | Túnel del Poblenou                                                            |                                        |
|                  | Túnel de la Vila Olímpica                                                     |                                        |
| 22 Barceloneta   | Pla de Palau - Vía Layetana - Port Vell                                       |                                        |
|                  | Túnel de la Vila Olímpica                                                     |                                        |
|                  | Túneles de Colom - Moll Fusta - Pla Palau                                     |                                        |
| 21               | Paral·lel - Ciutat Vella - Port Vell - Estació marítima Baleares              |                                        |
|                  | Túneles de Colom - Moll Fusta - Pla Palau                                     |                                        |
| 20 Port          | Port-Mercaderies                                                              |                                        |
| 13               | Montjuïc - Anella olímpica/Anillo olímpico                                    |                                        |
| 14               | Zona Franca - Port - passeig de Zona Franca - Fira                            |                                        |
| 17               | Mercaderies/Mercancias Can Tunis - C. sanitaria - Gran Via Fira - Zona Franca |                                        |
| 18               | C-31 El Prat del Llobregat - Castelldefels - Aeroport                         | C-31                                   |
| 19               | B-20 C-32 - Aeroport - Ronda de Dalt - Barcelona/ Girona                      | B-20 C-32                              |
|                  | Final de la Ronda Litoral                                                     | E-90 A-2                               |

## Características
Desde la salida 16 hasta la salida 20 la Ronda Litoral se denomina como Cinturón del Litoral este nombre viene debido a que cruza las zonas industriales de Zona Franca, Mercabarna, Can Tunis, el Cementerio de Montjuic y el Puerto de mercancías de Barcelona a lo largo de su recorrido.